# Breitenbrunn (powiat Neumarkt in der Oberpfalz)

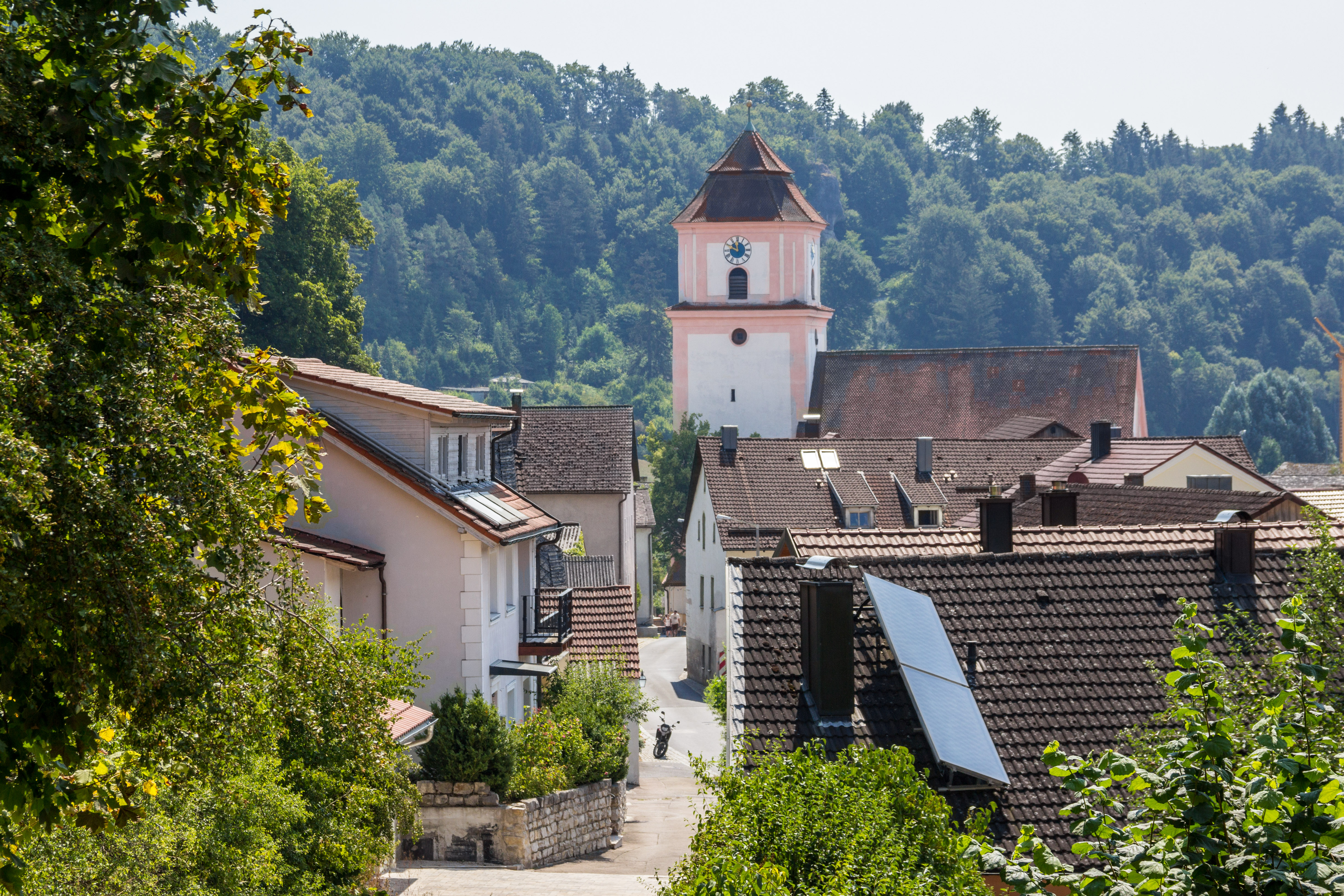
Breitenbrunn

Breitenbrunn – gmina targowa w Niemczech, w kraju związkowym Bawaria, w rejencji Górny Palatynat, w regionie Ratyzbona, w powiecie Neumarkt in der Oberpfalz. Leży w Jurze Frankońskiej, około 25 km na południowy wschód od Neumarkt in der Oberpfalz.

## Dzielnice
W skład gminy wchodzą następujące dzielnice: 
- Breitenegg
- Dürn
- Froschau
- Gimpertshausen
- Hamberg
- Kemnathen
- Langenthonhausen
- Schöndorf

## Polityka
Rada gminy składa się z 16 członków:
- CSU 16 miejsc

## Współpraca
Miejscowość partnerska:
- Breitenbrunn am Neusiedler See, Austria

## Zabytki i atrakcje
- Kościół pw. św. Sebastiana (St. Sebastian)